# 미쿠시게도노 (사이온지 킨아키의 딸)
미쿠시게도노(일본어: 御匣殿 みくしげどの[*])는 가마쿠라 시대 후기의 고급 관료이다. 우대신 사이온지 킨아키의 딸이다. 숙모이자 고다이고 천황의 중궁인 사이온지 기시의 심복 중 한명으로, 뇨보 3역중 하나인 중궁 미쿠시게도노 (중궁 등의 옷의 바느질 등을 관장하는 장관)를 지냈다. 기시 사망 후의 여원호가 고쿄고쿠인이기 때문에, 미쿠시게도노도 후세에 고쿄고쿠인노 미쿠시게(後京極院御匣)라고도 불렸다. 또, 고다이고 천황인 타카요시 친왕의 비로, 아들 (일설에는 모리나가 친왕)을 두었다. 겐코의 난 (1331년 - 1333년) 이전에 사망했다.
역사적인 생애는 불분명한 점이 많지만, 군기모노가타리 『태평기(太平記)』 (1370년 경 완성)에는 타카요시 친왕과의 연애 이야기가 그려졌다. 이 전설에 의하면, 타카요시는 학문과 와카에 뛰어난 고귀한 미청년이었지만, 차기 황태자 자리를 둘러싼 정쟁에 패해 우울해져, 시가나 관현으로 마음을 달래고 칩거하기 일쑤였다. 그러다 현실 여성에 대한 흥미를 잃고, 토인 좌대장 (일설에는 토인 킨카타)에게서 받은 겐지모노가타리 그림 속에 그려진 미녀를 좋아하게 되어 애타는 마음이 커져갔다 (2차원 콤플렉스).
그러나, 타카요시는 어느 날, 그림의 미인을 빼닮은 현실의 미녀를 발견하였고, 삼촌이자 가인인 니죠 타메후유가 이끈 것도 있어, 그녀가 미쿠시게도노임을 알게 되었다. 자신에게 구애하는 타카요시를 처음 본 미쿠시게도노는 내키지 않았고, 토쿠다이지 좌대장 (일설에는 토쿠다이지 킨키요)이라는 약혼자가 이미 있었기에, 타카요시에게 매정한 태도를 취했다. 그러나, 타카요시는 천 통이나되는 연서를 미쿠시게도노에게 보냈고, 그로 인해 미쿠시게도노 쪽에서도 점차 마음을 열게 되었다. 그러나, 어느 날, 정치학 강의를 들은 타카요시는 중국의 명군 당 태종은 이미 약혼자가 있는 여성을 강제로 후궁에 들여보내는 일이 결코 없었다는 일화를 듣고는 자신의 행위에 부끄러워 했다. 그래서 마음이 꺾여, 연서를 보내는 것을 멈추게 되었고, 혼자 고민에 빠져 괴로워하게 되었다. 토쿠다이지 좌대장은 타카요시의 참상을 보다 못해, 미쿠시게도노와의 약혼을 파기하고, 그녀를 사랑할 수 있는 길을 타카요시에게 열어주었다. 깨끗하게 공인된 미쿠시게도노와 타카요시는 빠르게 화목한 부부가 되었다고 묘사된다.
또, 후반에는 가마쿠라 막부와의 전쟁 (겐코의 난) 속에서 토사국 (고치현)으로 유배된 타카요시를 쫓아, 미쿠시게도노가 파란만장한 여행을 하는 모험이 그려진다. 겐무의 신정으로 부부가 재회할 수 있었던 행복도 잠시, 몇년 뒤 남편이 카네가사키 전투에서 패사하자, 미쿠시게도노는 너무나도 한탄한 나머지, 수십일만에 쇠약해지고 그대로 사망했다고 한다. 그러나, 실제로는 미쿠시게도노는 겐코의 난 전에 사망하였으므로, 이 후반 부분은 완전한 허구이다. 다만, 아마도 사실에서도 미쿠시게도노와 타카요시는 원만한 부부였고, 그것이 모노가타리라는 과장적 표현으로 반영된 것이 아닌가 하는 추측도 있다. 타카요시 친왕 등을 주제신으로 하는 카네가사키궁 (후쿠이현 츠루가시)은 별명을 사랑의 궁이라하고, 『태평기(太平記)』의 미쿠시게도노와의 연애 이야기에 따라 타카요시 친왕은 "화목화합의 신"으로 모셔져 있다.
게다가, 『태평기(太平記)』의 연애담은 무로마치 시대부터 에도 시대 초반까지 유행했던 코우와카마이의 소재 중 하나가 돼, 『신곡(新曲)』이라는 작품까지 만들어졌다. 에도 시대 전기에는 『신곡(新曲)』 장면을 그린 그림책과 부채 등도 존재했다.